# Dominic Matteo
Dominic Matteo (Dumfries, 28 april 1974) is een Schots voormalig betaald voetballer die van 1992 tot 2009 als linksachter speelde, vaak ook als linker middenvelder. Hij sleet zijn gehele loopbaan in Engeland met Liverpool, Sunderland, Leeds United, Blackburn Rovers en Stoke City.
In 2009 stopte hij met voetballen bij Stoke City wegens onophoudelijk blessureleed. Eind 2019 moest bij Matteo een hersentumor worden verwijderd. In april 2020 was Matteo volledig van deze intensieve ingreep hersteld.

## Clubcarrière

### Liverpool
Dominic Matteo begon als linkerverdediger bij het Engelse Liverpool. In 1984 sloot de verdediger zich aan bij de jeugdacademie van de Reds. Matteo kwam over van Birkdale United, een club uit het Engelse Southport waarbij hij in 1983 een eerste maal tegen een bal trapte. In het voorjaar van 1995 speelde hij een wedstrijd op huurbasis voor Sunderland (maart 1995). De overeenkomst zou echter niet wettelijk zijn afgesloten door beide clubs. Daardoor moest Matteo met onmiddellijke ingang terugkeren naar Anfield. Stelselmatig werd Matteo een basisspeler bij Liverpool. Manager Roy Evans gebruikte Matteo ietwat sporadisch in het seizoen 1995/96, maar het was diens voorganger Graeme Souness die hem liet debuteren op 23 oktober 1993, uit op Maine Road tegen Manchester City. John Barnes viel namelijk geblesseerd uit. Zijn speelkansen namen gevoelig toe onder de managers Roy Evans en de Fransman Gérard Houllier. Matteo beleefde zijn grote doorbraak bij Liverpool tijdens het seizoen 1996/97, nog steeds onder de hoede van Roy Evans. Zijn laatste seizoen, 1999/2000, was zijn beste onder leiding van Houllier. Matteo speelde 32 Premier League-wedstrijden op 38.

### Leeds United
Matteo transfereerde medio augustus 2000 naar Leeds United, destijds een topclub. Leeds speelde tijdens het seizoen 2000/01 UEFA Champions League-voetbal. Matteo en co kwalificeerden zich destijds voor de groepsfase(s) via de voorrondes (men nam deel vanaf de derde voorronde) na het behalen van een derde plaats in de Premier League achter landskampioen Manchester United en Arsenal. Matteo zelf speelde dat voorgaande seizoen nog voor Liverpool, dat achter Leeds vierde werd.
Leeds presteerde verbluffend. Spelers als Alan Smith, doelman Nigel Martyn en de Australiër Harry Kewell verkeerden in de fleur van hun leven. Matteo speelde bij Leeds in de gloriejaren doorgaans als linksmidden in een 4–4–2 formatie. De defensie van Leeds bestond toen doorgaans uit Lucas Radebe, Rio Ferdinand, Danny Mills en Ian Harte. 
In de UEFA Champions League 2000/01 werden de troepen pas geëlimineerd door het Spaanse Valencia na een verloren halve finale waarin ze nochtans lang leken af te stevenen op de finale – die uiteindelijk om Valencia en het Duitse FC Bayern München zou draaien. Leeds verzuimde de Spanjaarden thuis op Elland Road te verslaan (0–0) en op Mestalla werd vervolgens met 3–0 verloren. Daardoor zat het sprookje van Leeds er alsnog op.
Matteo had een groot aandeel in de fabelachtige Champions League-campagne. Hij stond aan het kanon tegen AC Milan in de eerste groepsfase, een felbevochten gelijkmaker op 8 november 2000 (1–1 op San Siro). Eerder scoorde de linksmidden tegen het Turkse Beşiktaş JK op 27 september 2000. Met Danny Mills was Matteo de komende jaren een sterkhouder op de vleugels van het elftal van manager David O'Leary. Matteo kwam tussen 2000 en 2004 aan in totaal 115 competitiewedstrijden en 146 officiële wedstrijden.

### Blackburn Rovers
Matteo tekende op 7 juli 2004 een contract van drie seizoenen bij Premier League-club Blackburn Rovers, met een reünie met Graeme Souness tot gevolg. Vanaf dat moment werd zijn loopbaan afgeremd door blessures. Matteo speelde in drie seizoenen 34 competitiewedstrijden.

### Stoke City
In januari 2007 verhuisde Matteo transfervrij naar Stoke City, waar hij aanvoerder werd. Met Stoke promoveerde hij in 2008 naar de Premier League. Een jaar later zette hij een punt achter zijn loopbaan wegens blessureleed.